# جورج باريش
جورج باريش (بالإنجليزية: George Parrish)‏ هو مهندس أمريكي، ولد في 1928 في هندرسون في الولايات المتحدة.